# Lista di asteroidi (758001-759000)
Di seguito una lista di asteroidi dal numero 758001  al 759000 con data di scoperta e scopritore.

## 758001–758100
| Nome   | Designazione provvisoria | Data di scoperta  | Scopritore          |
| ------ | ------------------------ | ----------------- | ------------------- |
| 758001 | 2005 UU311               | 29 ottobre 2005   | Mount Lemmon Survey |
| 758002 | 2005 UG323               | 28 ottobre 2005   | Mount Lemmon Survey |
| 758003 | 2005 UX324               | 29 ottobre 2005   | Mount Lemmon Survey |
| 758004 | 2005 UY340               | 31 ottobre 2005   | Spacewatch          |
| 758005 | 2005 UK342               | 31 ottobre 2005   | Mount Lemmon Survey |
| 758006 | 2005 UN342               | 27 ottobre 2005   | Spacewatch          |
| 758007 | 2005 UA363               | 27 ottobre 2005   | Mount Lemmon Survey |
| 758008 | 2005 UK372               | 27 ottobre 2005   | Spacewatch          |
| 758009 | 2005 UT373               | 27 ottobre 2005   | Spacewatch          |
| 758010 | 2005 UG378               | 28 ottobre 2005   | Mount Lemmon Survey |
| 758011 | 2005 UM378               | 29 ottobre 2005   | Spacewatch          |
| 758012 | 2005 UR379               | 29 ottobre 2005   | Mount Lemmon Survey |
| 758013 | 2005 US389               | 11 ottobre 2005   | Spacewatch          |
| 758014 | 2005 UW413               | 7 ottobre 2005    | Mount Lemmon Survey |
| 758015 | 2005 UF417               | 25 ottobre 2005   | Spacewatch          |
| 758016 | 2005 UQ421               | 27 ottobre 2005   | Mount Lemmon Survey |
| 758017 | 2005 UD435               | 29 ottobre 2005   | Mount Lemmon Survey |
| 758018 | 2005 UG462               | 30 ottobre 2005   | Spacewatch          |
| 758019 | 2005 UO464               | 30 ottobre 2005   | Spacewatch          |
| 758020 | 2005 UX465               | 30 ottobre 2005   | Spacewatch          |
| 758021 | 2005 UF466               | 30 ottobre 2005   | Spacewatch          |
| 758022 | 2005 UR466               | 30 ottobre 2005   | Spacewatch          |
| 758023 | 2005 UQ467               | 30 ottobre 2005   | Spacewatch          |
| 758024 | 2005 UZ473               | 31 ottobre 2005   | Mount Lemmon Survey |
| 758025 | 2005 UD513               | 27 ottobre 2005   | Spacewatch          |
| 758026 | 2005 UP519               | 30 ottobre 2005   | SDSS Collaboration  |
| 758027 | 2005 UW522               | 30 ottobre 2005   | SDSS Collaboration  |
| 758028 | 2005 UO524               | 24 ottobre 2005   | Spacewatch          |
| 758029 | 2005 UV535               | 12 marzo 2008     | Spacewatch          |
| 758030 | 2005 UQ540               | 29 ottobre 2005   | Spacewatch          |
| 758031 | 2005 UF544               | 13 marzo 2012     | Mount Lemmon Survey |
| 758032 | 2005 UK544               | 29 ottobre 2005   | Mount Lemmon Survey |
| 758033 | 2005 UW545               | 18 gennaio 2016   | Pan-STARRS          |
| 758034 | 2005 UL547               | 28 ottobre 2005   | Spacewatch          |
| 758035 | 2005 UQ549               | 27 ottobre 2005   | Spacewatch          |
| 758036 | 2005 UJ552               | 27 ottobre 2005   | Spacewatch          |
| 758037 | 2005 US554               | 25 ottobre 2005   | Spacewatch          |
| 758038 | 2005 UN555               | 25 ottobre 2005   | Mount Lemmon Survey |
| 758039 | 2005 UG557               | 29 ottobre 2005   | Spacewatch          |
| 758040 | 2005 UO559               | 27 ottobre 2005   | Spacewatch          |
| 758041 | 2005 VC9                 | 25 ottobre 2005   | Mount Lemmon Survey |
| 758042 | 2005 VZ11                | 27 ottobre 2005   | Spacewatch          |
| 758043 | 2005 VK13                | 26 ottobre 2005   | Spacewatch          |
| 758044 | 2005 VA23                | 1 novembre 2005   | Spacewatch          |
| 758045 | 2005 VZ34                | 3 novembre 2005   | Mount Lemmon Survey |
| 758046 | 2005 VA45                | 4 novembre 2005   | Spacewatch          |
| 758047 | 2005 VA46                | 28 ottobre 2005   | Mount Lemmon Survey |
| 758048 | 2005 VD47                | 24 ottobre 2005   | Spacewatch          |
| 758049 | 2005 VU47                | 5 novembre 2005   | Spacewatch          |
| 758050 | 2005 VG64                | 26 ottobre 2005   | Spacewatch          |
| 758051 | 2005 VS72                | 31 ottobre 2005   | Mount Lemmon Survey |
| 758052 | 2005 VT83                | 3 novembre 2005   | Mount Lemmon Survey |
| 758053 | 2005 VN86                | 5 novembre 2005   | Spacewatch          |
| 758054 | 2005 VD94                | 6 novembre 2005   | Mount Lemmon Survey |
| 758055 | 2005 VV103               | 3 novembre 2005   | Spacewatch          |
| 758056 | 2005 VF105               | 25 ottobre 2005   | Spacewatch          |
| 758057 | 2005 VU113               | 10 novembre 2005  | Spacewatch          |
| 758058 | 2005 VA116               | 11 novembre 2005  | Spacewatch          |
| 758059 | 2005 VA134               | 31 ottobre 2005   | SDSS Collaboration  |
| 758060 | 2005 VP140               | 4 novembre 2005   | Spacewatch          |
| 758061 | 2005 VM141               | 4 giugno 2014     | Pan-STARRS          |
| 758062 | 2005 VB142               | 15 marzo 2012     | Mount Lemmon Survey |
| 758063 | 2005 VS142               | 12 novembre 2005  | Spacewatch          |
| 758064 | 2005 VV143               | 9 aprile 2013     | Pan-STARRS          |
| 758065 | 2005 VT144               | 22 agosto 2014    | Pan-STARRS          |
| 758066 | 2005 VL148               | 21 novembre 2014  | Pan-STARRS          |
| 758067 | 2005 VV148               | 3 gennaio 2011    | Mount Lemmon Survey |
| 758068 | 2005 VJ149               | 22 febbraio 2018  | Mount Lemmon Survey |
| 758069 | 2005 VP149               | 4 novembre 2005   | Mount Lemmon Survey |
| 758070 | 2005 VV149               | 4 novembre 2005   | Spacewatch          |
| 758071 | 2005 VC150               | 30 agosto 2014    | Spacewatch          |
| 758072 | 2005 VN150               | 12 novembre 2005  | Spacewatch          |
| 758073 | 2005 VA152               | 1 novembre 2005   | Mount Lemmon Survey |
| 758074 | 2005 VA154               | 3 novembre 2005   | Spacewatch          |
| 758075 | 2005 VP154               | 6 novembre 2005   | Mount Lemmon Survey |
| 758076 | 2005 VC158               | 1 novembre 2005   | Spacewatch          |
| 758077 | 2005 WD24                | 25 ottobre 2005   | Spacewatch          |
| 758078 | 2005 WC44                | 26 ottobre 2005   | Spacewatch          |
| 758079 | 2005 WL62                | 25 novembre 2005  | CSS                 |
| 758080 | 2005 WG98                | 29 ottobre 2005   | CSS                 |
| 758081 | 2005 WB119               | 30 ottobre 2005   | Mount Lemmon Survey |
| 758082 | 2005 WW125               | 28 ottobre 2005   | Spacewatch          |
| 758083 | 2005 WE137               | 26 novembre 2005  | Mount Lemmon Survey |
| 758084 | 2005 WZ145               | 21 settembre 2001 | Spacewatch          |
| 758085 | 2005 WV149               | 28 novembre 2005  | Spacewatch          |
| 758086 | 2005 WT215               | 24 aprile 2011    | Spacewatch          |
| 758087 | 2005 WJ216               | 2 settembre 2014  | Pan-STARRS          |
| 758088 | 2005 WQ220               | 25 novembre 2005  | Mount Lemmon Survey |
| 758089 | 2005 XR30                | 1 dicembre 2005   | Spacewatch          |
| 758090 | 2005 XO31                | 1 dicembre 2005   | Spacewatch          |
| 758091 | 2005 XE43                | 2 dicembre 2005   | Spacewatch          |
| 758092 | 2005 XU54                | 5 dicembre 2005   | Spacewatch          |
| 758093 | 2005 XJ58                | 2 dicembre 2005   | Mount Lemmon Survey |
| 758094 | 2005 XO64                | 29 ottobre 2005   | Mount Lemmon Survey |
| 758095 | 2005 XE89                | 6 dicembre 2005   | Spacewatch          |
| 758096 | 2005 XH101               | 7 gennaio 2006    | Mount Lemmon Survey |
| 758097 | 2005 XZ120               | 4 dicembre 2005   | Spacewatch          |
| 758098 | 2005 XN121               | 27 aprile 2012    | Pan-STARRS          |
| 758099 | 2005 XJ122               | 4 dicembre 2005   | Spacewatch          |
| 758100 | 2005 XD127               | 24 settembre 2009 | Mount Lemmon Survey |

## 758101–758200
| Nome   | Designazione provvisoria | Data di scoperta  | Scopritore                 |
| ------ | ------------------------ | ----------------- | -------------------------- |
| 758101 | 2005 XV127               | 10 aprile 2015    | Mount Lemmon Survey        |
| 758102 | 2005 XU129               | 16 ottobre 2016   | Pan-STARRS                 |
| 758103 | 2005 XG131               | 29 settembre 2014 | Pan-STARRS                 |
| 758104 | 2005 XQ131               | 6 dicembre 2005   | Spacewatch                 |
| 758105 | 2005 XR131               | 25 agosto 2014    | Pan-STARRS                 |
| 758106 | 2005 XC135               | 5 dicembre 2005   | Mount Lemmon Survey        |
| 758107 | 2005 XV135               | 2 dicembre 2005   | L. H. Wasserman, R. Millis |
| 758108 | 2005 YF21                | 24 dicembre 2005  | Spacewatch                 |
| 758109 | 2005 YO64                | 12 novembre 2005  | Spacewatch                 |
| 758110 | 2005 YR69                | 26 dicembre 2005  | Spacewatch                 |
| 758111 | 2005 YY77                | 24 dicembre 2005  | Spacewatch                 |
| 758112 | 2005 YD104               | 25 dicembre 2005  | Spacewatch                 |
| 758113 | 2005 YD110               | 25 dicembre 2005  | Spacewatch                 |
| 758114 | 2005 YH115               | 25 dicembre 2005  | Spacewatch                 |
| 758115 | 2005 YD122               | 28 dicembre 2005  | Mount Lemmon Survey        |
| 758116 | 2005 YL130               | 25 dicembre 2005  | Spacewatch                 |
| 758117 | 2005 YK142               | 28 dicembre 2005  | Spacewatch                 |
| 758118 | 2005 YC188               | 2 dicembre 2005   | Mount Lemmon Survey        |
| 758119 | 2005 YF223               | 24 dicembre 2005  | Spacewatch                 |
| 758120 | 2005 YL223               | 24 dicembre 2005  | Spacewatch                 |
| 758121 | 2005 YU252               | 29 dicembre 2005  | Spacewatch                 |
| 758122 | 2005 YE265               | 25 dicembre 2005  | Spacewatch                 |
| 758123 | 2005 YN265               | 26 dicembre 2005  | Spacewatch                 |
| 758124 | 2005 YX266               | 28 dicembre 2005  | Spacewatch                 |
| 758125 | 2005 YN283               | 27 dicembre 2005  | Spacewatch                 |
| 758126 | 2005 YJ286               | 30 dicembre 2005  | Spacewatch                 |
| 758127 | 2005 YY288               | 30 dicembre 2005  | Mount Lemmon Survey        |
| 758128 | 2005 YC293               | 20 maggio 2014    | Pan-STARRS                 |
| 758129 | 2005 YT295               | 25 novembre 2005  | Spacewatch                 |
| 758130 | 2005 YH297               | 26 febbraio 2014  | Pan-STARRS                 |
| 758131 | 2005 YE299               | 5 dicembre 2010   | Mount Lemmon Survey        |
| 758132 | 2005 YG300               | 25 dicembre 2005  | Mount Lemmon Survey        |
| 758133 | 2005 YJ301               | 25 dicembre 2005  | Spacewatch                 |
| 758134 | 2005 YY301               | 25 dicembre 2005  | Mount Lemmon Survey        |
| 758135 | 2005 YT302               | 24 luglio 2015    | Pan-STARRS                 |
| 758136 | 2006 AF23                | 22 dicembre 2005  | Spacewatch                 |
| 758137 | 2006 AS27                | 28 dicembre 2005  | Spacewatch                 |
| 758138 | 2006 AE50                | 28 dicembre 2005  | Mount Lemmon Survey        |
| 758139 | 2006 AZ75                | 5 gennaio 2006    | Spacewatch                 |
| 758140 | 2006 AK87                | 4 gennaio 2006    | Spacewatch                 |
| 758141 | 2006 AZ112               | 29 marzo 2015     | Pan-STARRS                 |
| 758142 | 2006 AS114               | 8 gennaio 2006    | Mount Lemmon Survey        |
| 758143 | 2006 BF42                | 23 gennaio 2006   | Spacewatch                 |
| 758144 | 2006 BC67                | 23 gennaio 2006   | Spacewatch                 |
| 758145 | 2006 BY67                | 5 dicembre 2005   | Mount Lemmon Survey        |
| 758146 | 2006 BW110               | 25 gennaio 2006   | Spacewatch                 |
| 758147 | 2006 BL122               | 26 gennaio 2006   | Spacewatch                 |
| 758148 | 2006 BJ124               | 22 gennaio 2002   | Spacewatch                 |
| 758149 | 2006 BA190               | 28 gennaio 2006   | Spacewatch                 |
| 758150 | 2006 BR209               | 31 gennaio 2006   | Mount Lemmon Survey        |
| 758151 | 2006 BG222               | 30 gennaio 2006   | Spacewatch                 |
| 758152 | 2006 BS233               | 31 gennaio 2006   | Spacewatch                 |
| 758153 | 2006 BY234               | 23 gennaio 2006   | Spacewatch                 |
| 758154 | 2006 BF235               | 23 gennaio 2006   | Spacewatch                 |
| 758155 | 2006 BR243               | 31 gennaio 2006   | Spacewatch                 |
| 758156 | 2006 BA246               | 31 gennaio 2006   | Mount Lemmon Survey        |
| 758157 | 2006 BR246               | 31 gennaio 2006   | Mount Lemmon Survey        |
| 758158 | 2006 BH286               | 22 gennaio 2006   | Mount Lemmon Survey        |
| 758159 | 2006 BK294               | 5 febbraio 2016   | Pan-STARRS                 |
| 758160 | 2006 BP296               | 25 settembre 2009 | Spacewatch                 |
| 758161 | 2006 BR296               | 27 gennaio 2006   | Mount Lemmon Survey        |
| 758162 | 2006 BT296               | 4 agosto 2013     | Pan-STARRS                 |
| 758163 | 2006 BS297               | 30 gennaio 2006   | Spacewatch                 |
| 758164 | 2006 BB298               | 31 gennaio 2006   | Spacewatch                 |
| 758165 | 2006 BH298               | 22 gennaio 2006   | Mount Lemmon Survey        |
| 758166 | 2006 BS298               | 23 gennaio 2006   | Spacewatch                 |
| 758167 | 2006 BY298               | 31 gennaio 2006   | Spacewatch                 |
| 758168 | 2006 BS301               | 22 gennaio 2006   | Mount Lemmon Survey        |
| 758169 | 2006 BO303               | 31 gennaio 2006   | Spacewatch                 |
| 758170 | 2006 CX2                 | 1 febbraio 2006   | Mount Lemmon Survey        |
| 758171 | 2006 CF7                 | 26 gennaio 2006   | Spacewatch                 |
| 758172 | 2006 CO22                | 1 febbraio 2006   | Mount Lemmon Survey        |
| 758173 | 2006 CL51                | 4 febbraio 2006   | Spacewatch                 |
| 758174 | 2006 CJ54                | 4 febbraio 2006   | Mount Lemmon Survey        |
| 758175 | 2006 CU66                | 1 febbraio 2006   | Spacewatch                 |
| 758176 | 2006 CM83                | 12 gennaio 2011   | Spacewatch                 |
| 758177 | 2006 CB86                | 27 novembre 2013  | Pan-STARRS                 |
| 758178 | 2006 CQ88                | 4 febbraio 2006   | Spacewatch                 |
| 758179 | 2006 DN58                | 24 febbraio 2006  | Mount Lemmon Survey        |
| 758180 | 2006 DL91                | 24 febbraio 2006  | Spacewatch                 |
| 758181 | 2006 DF101               | 25 febbraio 2006  | Mount Lemmon Survey        |
| 758182 | 2006 DL133               | 31 gennaio 2006   | Spacewatch                 |
| 758183 | 2006 DS135               | 25 febbraio 2006  | Mount Lemmon Survey        |
| 758184 | 2006 DS141               | 25 febbraio 2006  | Spacewatch                 |
| 758185 | 2006 DC143               | 25 febbraio 2006  | Spacewatch                 |
| 758186 | 2006 DY153               | 25 febbraio 2006  | Spacewatch                 |
| 758187 | 2006 DL158               | 27 febbraio 2006  | Spacewatch                 |
| 758188 | 2006 DU171               | 27 febbraio 2006  | Spacewatch                 |
| 758189 | 2006 DN179               | 27 febbraio 2006  | Mount Lemmon Survey        |
| 758190 | 2006 DF194               | 28 febbraio 2006  | Mount Lemmon Survey        |
| 758191 | 2006 DL224               | 2 ottobre 2014    | Mount Lemmon Survey        |
| 758192 | 2006 DM224               | 22 dicembre 2008  | Mount Lemmon Survey        |
| 758193 | 2006 DB225               | 21 febbraio 2006  | Mount Lemmon Survey        |
| 758194 | 2006 DT225               | 27 febbraio 2006  | Spacewatch                 |
| 758195 | 2006 EG42                | 4 marzo 2006      | Spacewatch                 |
| 758196 | 2006 EA69                | 3 marzo 2006      | Spacewatch                 |
| 758197 | 2006 ER74                | 6 marzo 2006      | Spacewatch                 |
| 758198 | 2006 ES77                | 6 settembre 2008  | Spacewatch                 |
| 758199 | 2006 EU77                | 13 febbraio 2011  | Mount Lemmon Survey        |
| 758200 | 2006 EX77                | 10 ottobre 2015   | Pan-STARRS                 |

## 758201–758300
| Nome   | Designazione provvisoria | Data di scoperta | Scopritore                |
| ------ | ------------------------ | ---------------- | ------------------------- |
| 758201 | 2006 EQ79                | 14 dicembre 2017 | Mount Lemmon Survey       |
| 758202 | 2006 EA80                | 4 marzo 2006     | Spacewatch                |
| 758203 | 2006 EO80                | 30 luglio 2017   | Pan-STARRS                |
| 758204 | 2006 EP80                | 2 novembre 2008  | Mount Lemmon Survey       |
| 758205 | 2006 EG81                | 17 novembre 2014 | Pan-STARRS                |
| 758206 | 2006 EF82                | 4 marzo 2006     | Mount Lemmon Survey       |
| 758207 | 2006 EC83                | 4 marzo 2006     | Mount Lemmon Survey       |
| 758208 | 2006 FU26                | 24 marzo 2006    | Mount Lemmon Survey       |
| 758209 | 2006 FH31                | 25 marzo 2006    | Mount Lemmon Survey       |
| 758210 | 2006 FX31                | 25 marzo 2006    | Spacewatch                |
| 758211 | 2006 FJ57                | 27 agosto 2014   | Pan-STARRS                |
| 758212 | 2006 FH60                | 24 marzo 2006    | Mount Lemmon Survey       |
| 758213 | 2006 FG61                | 24 marzo 2006    | Mount Lemmon Survey       |
| 758214 | 2006 GX28                | 2 aprile 2006    | Spacewatch                |
| 758215 | 2006 GB29                | 7 maggio 2002    | Spacewatch                |
| 758216 | 2006 GF58                | 2 aprile 2006    | Mount Lemmon Survey       |
| 758217 | 2006 HQ2                 | 29 marzo 2006    | Spacewatch                |
| 758218 | 2006 HE12                | 19 aprile 2006   | Spacewatch                |
| 758219 | 2006 HA21                | 2 aprile 2006    | Mount Lemmon Survey       |
| 758220 | 2006 HC58                | 5 ottobre 2013   | Spacewatch                |
| 758221 | 2006 HL71                | 25 aprile 2006   | Spacewatch                |
| 758222 | 2006 HH83                | 26 aprile 2006   | Spacewatch                |
| 758223 | 2006 HU84                | 26 aprile 2006   | Spacewatch                |
| 758224 | 2006 HQ93                | 29 aprile 2006   | Spacewatch                |
| 758225 | 2006 HU93                | 29 aprile 2006   | Spacewatch                |
| 758226 | 2006 HT97                | 30 aprile 2006   | Spacewatch                |
| 758227 | 2006 HQ113               | 25 aprile 2006   | Spacewatch                |
| 758228 | 2006 HK128               | 26 aprile 2006   | Cerro Tololo Obs.         |
| 758229 | 2006 HH132               | 6 marzo 2006     | Spacewatch                |
| 758230 | 2006 HH146               | 27 aprile 2006   | Cerro Tololo Obs.         |
| 758231 | 2006 HG148               | 27 aprile 2006   | Cerro Tololo Obs.         |
| 758232 | 2006 HO149               | 27 aprile 2006   | Cerro Tololo Obs.         |
| 758233 | 2006 HP153               | 24 aprile 2006   | Spacewatch                |
| 758234 | 2006 HU155               | 26 aprile 2006   | Spacewatch                |
| 758235 | 2006 HC156               | 30 aprile 2006   | Spacewatch                |
| 758236 | 2006 HH156               | 20 maggio 2006   | Spacewatch                |
| 758237 | 2006 HP156               | 27 dicembre 2011 | Mount Lemmon Survey       |
| 758238 | 2006 HU157               | 30 aprile 2006   | Spacewatch                |
| 758239 | 2006 HM159               | 24 aprile 2006   | Spacewatch                |
| 758240 | 2006 HN161               | 26 aprile 2006   | Spacewatch                |
| 758241 | 2006 JG5                 | 3 maggio 2006    | Mount Lemmon Survey       |
| 758242 | 2006 JR7                 | 1 maggio 2006    | Spacewatch                |
| 758243 | 2006 JX7                 | 1 maggio 2006    | Spacewatch                |
| 758244 | 2006 JX17                | 24 aprile 2006   | Mount Lemmon Survey       |
| 758245 | 2006 JW20                | 2 maggio 2006    | Spacewatch                |
| 758246 | 2006 JE30                | 21 aprile 2006   | Spacewatch                |
| 758247 | 2006 JA33                | 3 maggio 2006    | Spacewatch                |
| 758248 | 2006 JB44                | 24 marzo 2006    | Mount Lemmon Survey       |
| 758249 | 2006 JF54                | 25 aprile 2006   | Spacewatch                |
| 758250 | 2006 JF62                | 31 gennaio 2006  | Spacewatch                |
| 758251 | 2006 JX68                | 26 marzo 2006    | Mount Lemmon Survey       |
| 758252 | 2006 JR70                | 19 aprile 2006   | Mount Lemmon Survey       |
| 758253 | 2006 JM71                | 1 maggio 2006    | Osservatorio di Mauna Kea |
| 758254 | 2006 JC78                | 1 maggio 2006    | Mauna Kea Obs.            |
| 758255 | 2006 JR78                | 1 maggio 2006    | Mauna Kea Obs.            |
| 758256 | 2006 JZ83                | 1 ottobre 2013   | Mount Lemmon Survey       |
| 758257 | 2006 JO87                | 26 novembre 2014 | Pan-STARRS                |
| 758258 | 2006 JM88                | 1 maggio 2006    | Spacewatch                |
| 758259 | 2006 JN88                | 9 maggio 2006    | Mount Lemmon Survey       |
| 758260 | 2006 JT88                | 6 maggio 2006    | Mount Lemmon Survey       |
| 758261 | 2006 JW88                | 8 maggio 2006    | Mount Lemmon Survey       |
| 758262 | 2006 JT89                | 3 maggio 2006    | Mount Lemmon Survey       |
| 758263 | 2006 JZ89                | 1 maggio 2006    | Spacewatch                |
| 758264 | 2006 KS13                | 20 maggio 2006   | Spacewatch                |
| 758265 | 2006 KW13                | 20 maggio 2006   | Spacewatch                |
| 758266 | 2006 KJ28                | 4 maggio 2006    | Spacewatch                |
| 758267 | 2006 KZ28                | 20 maggio 2006   | Spacewatch                |
| 758268 | 2006 KP40                | 19 aprile 2006   | Spacewatch                |
| 758269 | 2006 KB44                | 21 maggio 2006   | Spacewatch                |
| 758270 | 2006 KF44                | 21 maggio 2006   | Spacewatch                |
| 758271 | 2006 KB55                | 21 maggio 2006   | Spacewatch                |
| 758272 | 2006 KM55                | 21 maggio 2006   | Spacewatch                |
| 758273 | 2006 KU72                | 23 maggio 2006   | Mount Lemmon Survey       |
| 758274 | 2006 KV77                | 24 maggio 2006   | Mount Lemmon Survey       |
| 758275 | 2006 KL129               | 25 maggio 2006   | Osservatorio di Mauna Kea |
| 758276 | 2006 KR130               | 25 maggio 2006   | Mauna Kea Obs.            |
| 758277 | 2006 KA131               | 1 ottobre 2003   | Spacewatch                |
| 758278 | 2006 KD135               | 25 maggio 2006   | Osservatorio di Mauna Kea |
| 758279 | 2006 KU147               | 24 maggio 2006   | Mount Lemmon Survey       |
| 758280 | 2006 KG150               | 30 aprile 2014   | Pan-STARRS                |
| 758281 | 2006 KM150               | 28 ottobre 2017  | Pan-STARRS                |
| 758282 | 2006 KD151               | 9 febbraio 2016  | Pan-STARRS                |
| 758283 | 2006 KG151               | 6 maggio 2014    | Mount Lemmon Survey       |
| 758284 | 2006 KJ151               | 12 gennaio 2016  | Pan-STARRS                |
| 758285 | 2006 KP152               | 6 maggio 2006    | Mount Lemmon Survey       |
| 758286 | 2006 KW152               | 28 luglio 2014   | Pan-STARRS                |
| 758287 | 2006 KL153               | 28 febbraio 2014 | Pan-STARRS                |
| 758288 | 2006 KJ154               | 31 maggio 2006   | Spacewatch                |
| 758289 | 2006 KF155               | 20 maggio 2006   | Spacewatch                |
| 758290 | 2006 LH3                 | 15 giugno 2006   | Spacewatch                |
| 758291 | 2006 LL9                 | 22 novembre 2014 | Pan-STARRS                |
| 758292 | 2006 LN9                 | 25 giugno 2015   | Pan-STARRS                |
| 758293 | 2006 MX4                 | 17 giugno 2006   | Spacewatch                |
| 758294 | 2006 MH16                | 21 dicembre 2008 | Mount Lemmon Survey       |
| 758295 | 2006 OY16                | 21 luglio 2006   | Mount Lemmon Survey       |
| 758296 | 2006 OL23                | 24 giugno 2017   | Pan-STARRS                |
| 758297 | 2006 OC24                | 19 luglio 2006   | Osservatorio di Mauna Kea |
| 758298 | 2006 OX30                | 15 ottobre 2007  | Mount Lemmon Survey       |
| 758299 | 2006 OQ32                | 19 luglio 2006   | Osservatorio di Mauna Kea |
| 758300 | 2006 OB34                | 21 luglio 2006   | Mount Lemmon Survey       |

## 758301–758400
| Nome   | Designazione provvisoria | Data di scoperta  | Scopritore                |
| ------ | ------------------------ | ----------------- | ------------------------- |
| 758301 | 2006 OH34                | 19 luglio 2006    | Osservatorio di Mauna Kea |
| 758302 | 2006 OM36                | 29 dicembre 2008  | Spacewatch                |
| 758303 | 2006 OH37                | 19 luglio 2006    | Osservatorio di Mauna Kea |
| 758304 | 2006 OX38                | 17 gennaio 2016   | Pan-STARRS                |
| 758305 | 2006 OF39                | 16 giugno 2010    | Mount Lemmon Survey       |
| 758306 | 2006 OH39                | 17 novembre 2015  | Pan-STARRS                |
| 758307 | 2006 OQ39                | 12 settembre 2015 | Pan-STARRS                |
| 758308 | 2006 QP12                | 16 agosto 2006    | SSS                       |
| 758309 | 2006 QJ28                | 14 agosto 2006    | SSS                       |
| 758310 | 2006 QB40                | 16 agosto 2006    | SSS                       |
| 758311 | 2006 QH87                | 19 agosto 2006    | Spacewatch                |
| 758312 | 2006 QQ101               | 27 agosto 2006    | Spacewatch                |
| 758313 | 2006 QY153               | 19 agosto 2006    | Spacewatch                |
| 758314 | 2006 QQ155               | 19 agosto 2006    | Spacewatch                |
| 758315 | 2006 QR157               | 20 settembre 2001 | Spacewatch                |
| 758316 | 2006 QT158               | 19 agosto 2006    | Spacewatch                |
| 758317 | 2006 QX159               | 19 agosto 2006    | Spacewatch                |
| 758318 | 2006 QG162               | 21 agosto 2006    | Spacewatch                |
| 758319 | 2006 QV163               | 27 agosto 2006    | Spacewatch                |
| 758320 | 2006 QX174               | 22 agosto 2006    | DES                       |
| 758321 | 2006 QC190               | 27 agosto 2006    | Spacewatch                |
| 758322 | 2006 QA192               | 29 agosto 2006    | Spacewatch                |
| 758323 | 2006 QC192               | 16 marzo 2012     | Pan-STARRS                |
| 758324 | 2006 QZ192               | 16 marzo 2010     | Spacewatch                |
| 758325 | 2006 QW193               | 21 gennaio 2015   | Pan-STARRS                |
| 758326 | 2006 QY193               | 29 agosto 2006    | Spacewatch                |
| 758327 | 2006 QF194               | 28 agosto 2006    | Spacewatch                |
| 758328 | 2006 QN194               | 19 agosto 2006    | Spacewatch                |
| 758329 | 2006 QC195               | 9 settembre 2015  | Pan-STARRS                |
| 758330 | 2006 QN195               | 6 luglio 1997     | Spacewatch                |
| 758331 | 2006 QS195               | 28 agosto 2006    | Spacewatch                |
| 758332 | 2006 QU195               | 19 agosto 2006    | Spacewatch                |
| 758333 | 2006 QW195               | 12 giugno 2016    | Mount Lemmon Survey       |
| 758334 | 2006 QX195               | 6 maggio 2014     | Pan-STARRS                |
| 758335 | 2006 QA196               | 29 agosto 2006    | CSS                       |
| 758336 | 2006 QD196               | 18 ottobre 2012   | Pan-STARRS                |
| 758337 | 2006 QC197               | 3 novembre 2007   | Spacewatch                |
| 758338 | 2006 QP197               | 28 agosto 2006    | Spacewatch                |
| 758339 | 2006 QV198               | 27 agosto 2006    | Spacewatch                |
| 758340 | 2006 QY198               | 17 febbraio 2015  | Pan-STARRS                |
| 758341 | 2006 QZ198               | 27 agosto 2006    | Spacewatch                |
| 758342 | 2006 QF199               | 29 agosto 2006    | Spacewatch                |
| 758343 | 2006 QL199               | 29 agosto 2006    | Spacewatch                |
| 758344 | 2006 QU199               | 24 ottobre 2011   | Pan-STARRS                |
| 758345 | 2006 QC200               | 29 agosto 2006    | Spacewatch                |
| 758346 | 2006 QM201               | 27 agosto 2006    | Spacewatch                |
| 758347 | 2006 QM202               | 28 agosto 2006    | Spacewatch                |
| 758348 | 2006 QN202               | 29 agosto 2006    | CSS                       |
| 758349 | 2006 QS202               | 19 agosto 2006    | Spacewatch                |
| 758350 | 2006 QW202               | 21 agosto 2006    | Spacewatch                |
| 758351 | 2006 QM203               | 21 agosto 2006    | Spacewatch                |
| 758352 | 2006 QJ204               | 28 agosto 2006    | Spacewatch                |
| 758353 | 2006 QM204               | 28 agosto 2006    | CSS                       |
| 758354 | 2006 QU204               | 11 ottobre 1999   | Spacewatch                |
| 758355 | 2006 QF205               | 21 agosto 2006    | Spacewatch                |
| 758356 | 2006 QA207               | 29 agosto 2006    | Spacewatch                |
| 758357 | 2006 QX208               | 21 agosto 2006    | Spacewatch                |
| 758358 | 2006 RN10                | 21 agosto 2006    | Spacewatch                |
| 758359 | 2006 RD24                | 14 settembre 2006 | Spacewatch                |
| 758360 | 2006 RG42                | 14 settembre 2006 | Spacewatch                |
| 758361 | 2006 RW50                | 14 settembre 2006 | Spacewatch                |
| 758362 | 2006 RN72                | 15 settembre 2006 | Spacewatch                |
| 758363 | 2006 RT87                | 15 settembre 2006 | Spacewatch                |
| 758364 | 2006 RF89                | 21 luglio 2006    | Mount Lemmon Survey       |
| 758365 | 2006 RH93                | 15 settembre 2006 | Spacewatch                |
| 758366 | 2006 RV93                | 15 settembre 2006 | Spacewatch                |
| 758367 | 2006 RE95                | 15 settembre 2006 | Spacewatch                |
| 758368 | 2006 RO117               | 26 settembre 2006 | Mount Lemmon Survey       |
| 758369 | 2006 RE123               | 14 settembre 2006 | CSS                       |
| 758370 | 2006 RO123               | 14 settembre 2006 | CSS                       |
| 758371 | 2006 RS123               | 12 ottobre 2015   | Pan-STARRS                |
| 758372 | 2006 RY124               | 15 settembre 2006 | Spacewatch                |
| 758373 | 2006 RN125               | 15 settembre 2006 | Spacewatch                |
| 758374 | 2006 RC127               | 15 settembre 2006 | Spacewatch                |
| 758375 | 2006 SQ9                 | 28 agosto 2006    | CSS                       |
| 758376 | 2006 SF25                | 16 settembre 2006 | Spacewatch                |
| 758377 | 2006 SK29                | 17 settembre 2006 | Spacewatch                |
| 758378 | 2006 SQ37                | 17 settembre 2006 | Spacewatch                |
| 758379 | 2006 ST74                | 19 settembre 2006 | Spacewatch                |
| 758380 | 2006 SW76                | 20 settembre 2006 | Spacewatch                |
| 758381 | 2006 SX81                | 18 settembre 2006 | Spacewatch                |
| 758382 | 2006 SY86                | 18 settembre 2006 | Spacewatch                |
| 758383 | 2006 SO91                | 18 settembre 2006 | Spacewatch                |
| 758384 | 2006 SJ94                | 18 settembre 2006 | Spacewatch                |
| 758385 | 2006 SR101               | 19 settembre 2006 | Spacewatch                |
| 758386 | 2006 SB102               | 19 settembre 2006 | Spacewatch                |
| 758387 | 2006 SM103               | 19 settembre 2006 | Spacewatch                |
| 758388 | 2006 SF106               | 19 settembre 2006 | Spacewatch                |
| 758389 | 2006 SH106               | 19 settembre 2006 | Spacewatch                |
| 758390 | 2006 SE122               | 19 settembre 2006 | CSS                       |
| 758391 | 2006 SF146               | 19 settembre 2006 | Spacewatch                |
| 758392 | 2006 SG146               | 19 settembre 2006 | Spacewatch                |
| 758393 | 2006 SR149               | 19 settembre 2006 | Spacewatch                |
| 758394 | 2006 SM152               | 19 settembre 2006 | Spacewatch                |
| 758395 | 2006 SN162               | 24 settembre 2006 | Spacewatch                |
| 758396 | 2006 SE163               | 19 settembre 2006 | Spacewatch                |
| 758397 | 2006 SQ166               | 25 settembre 2006 | Spacewatch                |
| 758398 | 2006 SQ170               | 25 settembre 2006 | Spacewatch                |
| 758399 | 2006 SG173               | 17 settembre 2006 | Spacewatch                |
| 758400 | 2006 SK177               | 18 settembre 2006 | Spacewatch                |

## 758401–758500
| Nome   | Designazione provvisoria | Data di scoperta  | Scopritore          |
| ------ | ------------------------ | ----------------- | ------------------- |
| 758401 | 2006 SC195               | 15 settembre 2006 | Spacewatch          |
| 758402 | 2006 SL205               | 25 settembre 2006 | Mount Lemmon Survey |
| 758403 | 2006 SN216               | 17 settembre 2006 | Spacewatch          |
| 758404 | 2006 SB227               | 18 settembre 2006 | Spacewatch          |
| 758405 | 2006 SC233               | 26 settembre 2006 | Spacewatch          |
| 758406 | 2006 SD233               | 26 settembre 2006 | Spacewatch          |
| 758407 | 2006 SZ238               | 15 settembre 2006 | Spacewatch          |
| 758408 | 2006 SQ242               | 26 settembre 2006 | Spacewatch          |
| 758409 | 2006 SG243               | 26 settembre 2006 | Spacewatch          |
| 758410 | 2006 SY243               | 26 settembre 2006 | Spacewatch          |
| 758411 | 2006 SA245               | 26 settembre 2006 | Spacewatch          |
| 758412 | 2006 SJ248               | 26 settembre 2006 | Mount Lemmon Survey |
| 758413 | 2006 SX250               | 26 settembre 2006 | Mount Lemmon Survey |
| 758414 | 2006 SW259               | 26 settembre 2006 | Mount Lemmon Survey |
| 758415 | 2006 SG261               | 26 settembre 2006 | Spacewatch          |
| 758416 | 2006 SE266               | 26 settembre 2006 | Spacewatch          |
| 758417 | 2006 SM266               | 26 settembre 2006 | Spacewatch          |
| 758418 | 2006 SY266               | 26 settembre 2006 | Spacewatch          |
| 758419 | 2006 SQ268               | 26 settembre 2006 | Spacewatch          |
| 758420 | 2006 SH284               | 27 settembre 2006 | CSS                 |
| 758421 | 2006 SR288               | 27 agosto 2006    | LUSS                |
| 758422 | 2006 SJ298               | 25 settembre 2006 | Mount Lemmon Survey |
| 758423 | 2006 SL299               | 15 settembre 2006 | Spacewatch          |
| 758424 | 2006 SY300               | 17 settembre 2006 | Spacewatch          |
| 758425 | 2006 SQ302               | 27 settembre 2006 | Spacewatch          |
| 758426 | 2006 SF305               | 27 settembre 2006 | Spacewatch          |
| 758427 | 2006 SK307               | 17 settembre 2006 | Spacewatch          |
| 758428 | 2006 SA308               | 17 settembre 2006 | Spacewatch          |
| 758429 | 2006 SD310               | 27 settembre 2006 | Spacewatch          |
| 758430 | 2006 SN311               | 19 settembre 2006 | Spacewatch          |
| 758431 | 2006 SU320               | 27 settembre 2006 | Spacewatch          |
| 758432 | 2006 SX330               | 28 settembre 2006 | Spacewatch          |
| 758433 | 2006 SF335               | 28 settembre 2006 | Spacewatch          |
| 758434 | 2006 SX336               | 28 settembre 2006 | Spacewatch          |
| 758435 | 2006 SW338               | 28 settembre 2006 | Spacewatch          |
| 758436 | 2006 SC374               | 16 settembre 2006 | SDSS Collaboration  |
| 758437 | 2006 SL374               | 16 settembre 2006 | SDSS Collaboration  |
| 758438 | 2006 SK377               | 28 agosto 2006    | SDSS Collaboration  |
| 758439 | 2006 SP381               | 22 settembre 2006 | SDSS Collaboration  |
| 758440 | 2006 SY396               | 18 settembre 2006 | Spacewatch          |
| 758441 | 2006 SV408               | 25 settembre 2006 | Mount Lemmon Survey |
| 758442 | 2006 ST410               | 18 settembre 2006 | Spacewatch          |
| 758443 | 2006 SO412               | 30 settembre 2006 | Mount Lemmon Survey |
| 758444 | 2006 SK422               | 7 ottobre 1999    | CSS                 |
| 758445 | 2006 SL422               | 17 settembre 2006 | CSS                 |
| 758446 | 2006 SF424               | 30 settembre 2006 | Mount Lemmon Survey |
| 758447 | 2006 ST424               | 20 settembre 2006 | LONEOS              |
| 758448 | 2006 SV427               | 25 settembre 1995 | Spacewatch          |
| 758449 | 2006 SF429               | 27 settembre 2006 | CSS                 |
| 758450 | 2006 SP429               | 19 settembre 2012 | Mount Lemmon Survey |
| 758451 | 2006 SH430               | 17 settembre 2006 | Spacewatch          |
| 758452 | 2006 SR430               | 25 settembre 2006 | Spacewatch          |
| 758453 | 2006 SQ431               | 18 agosto 2006    | Spacewatch          |
| 758454 | 2006 SJ433               | 26 settembre 2006 | Mount Lemmon Survey |
| 758455 | 2006 SV434               | 30 settembre 2006 | Mount Lemmon Survey |
| 758456 | 2006 SE435               | 17 settembre 2006 | Spacewatch          |
| 758457 | 2006 SK435               | 18 settembre 2006 | Spacewatch          |
| 758458 | 2006 SR435               | 28 settembre 2006 | Spacewatch          |
| 758459 | 2006 SA437               | 5 luglio 2016     | Mount Lemmon Survey |
| 758460 | 2006 SD438               | 26 settembre 2006 | Mount Lemmon Survey |
| 758461 | 2006 ST438               | 1 aprile 2014     | Spacewatch          |
| 758462 | 2006 SK440               | 30 settembre 2006 | Spacewatch          |
| 758463 | 2006 SQ440               | 17 dicembre 2015  | Mount Lemmon Survey |
| 758464 | 2006 SH441               | 8 maggio 2014     | Pan-STARRS          |
| 758465 | 2006 SM441               | 27 settembre 2006 | Spacewatch          |
| 758466 | 2006 SP441               | 12 settembre 2015 | Pan-STARRS          |
| 758467 | 2006 SD442               | 30 settembre 2006 | Mount Lemmon Survey |
| 758468 | 2006 SE444               | 19 settembre 2006 | Spacewatch          |
| 758469 | 2006 SC445               | 26 agosto 2012    | Pan-STARRS          |
| 758470 | 2006 SG445               | 6 settembre 2015  | Spacewatch          |
| 758471 | 2006 SK445               | 17 settembre 2006 | Spacewatch          |
| 758472 | 2006 SS445               | 24 settembre 2006 | Spacewatch          |
| 758473 | 2006 SY446               | 24 settembre 2006 | Spacewatch          |
| 758474 | 2006 SZ446               | 26 settembre 2006 | Spacewatch          |
| 758475 | 2006 SB447               | 28 settembre 2006 | Mount Lemmon Survey |
| 758476 | 2006 SP447               | 25 settembre 2006 | Spacewatch          |
| 758477 | 2006 SU448               | 20 settembre 2006 | Spacewatch          |
| 758478 | 2006 SP449               | 25 settembre 2006 | Spacewatch          |
| 758479 | 2006 SG450               | 19 settembre 2006 | Spacewatch          |
| 758480 | 2006 SX452               | 19 settembre 2006 | Spacewatch          |
| 758481 | 2006 SS453               | 17 settembre 2006 | Spacewatch          |
| 758482 | 2006 SM454               | 17 settembre 2006 | Spacewatch          |
| 758483 | 2006 SG455               | 17 settembre 2006 | Spacewatch          |
| 758484 | 2006 SP463               | 26 settembre 2006 | Mount Lemmon Survey |
| 758485 | 2006 TM16                | 28 settembre 2006 | Spacewatch          |
| 758486 | 2006 TW21                | 26 settembre 2006 | Mount Lemmon Survey |
| 758487 | 2006 TT29                | 30 settembre 2006 | Mount Lemmon Survey |
| 758488 | 2006 TD41                | 25 settembre 2006 | Mount Lemmon Survey |
| 758489 | 2006 TV69                | 2 ottobre 2006    | Mount Lemmon Survey |
| 758490 | 2006 TW104               | 15 ottobre 2006   | Spacewatch          |
| 758491 | 2006 TP105               | 15 ottobre 2006   | Spacewatch          |
| 758492 | 2006 TJ107               | 4 ottobre 2006    | Mount Lemmon Survey |
| 758493 | 2006 TK111               | 22 settembre 2006 | SDSS Collaboration  |
| 758494 | 2006 TF116               | 11 settembre 2006 | SDSS Collaboration  |
| 758495 | 2006 TU117               | 3 ottobre 2006    | SDSS Collaboration  |
| 758496 | 2006 TG126               | 2 ottobre 2006    | Mount Lemmon Survey |
| 758497 | 2006 TA128               | 13 ottobre 2006   | Spacewatch          |
| 758498 | 2006 TS129               | 4 ottobre 2006    | Mount Lemmon Survey |
| 758499 | 2006 TR132               | 2 ottobre 2006    | CSS                 |
| 758500 | 2006 TE134               | 2 ottobre 2006    | Mount Lemmon Survey |

## 758501–758600
| Nome   | Designazione provvisoria | Data di scoperta  | Scopritore          |
| ------ | ------------------------ | ----------------- | ------------------- |
| 758501 | 2006 TH136               | 28 ottobre 2014   | Pan-STARRS          |
| 758502 | 2006 TU137               | 18 novembre 2011  | Mount Lemmon Survey |
| 758503 | 2006 TV138               | 10 ottobre 2015   | Pan-STARRS          |
| 758504 | 2006 TW138               | 4 ottobre 2006    | Mount Lemmon Survey |
| 758505 | 2006 TS143               | 3 ottobre 2006    | Mount Lemmon Survey |
| 758506 | 2006 TW146               | 1 ottobre 2006    | Spacewatch          |
| 758507 | 2006 UZ3                 | 2 ottobre 2006    | Mount Lemmon Survey |
| 758508 | 2006 UU20                | 16 ottobre 2006   | Spacewatch          |
| 758509 | 2006 UM21                | 25 settembre 2006 | Spacewatch          |
| 758510 | 2006 UZ22                | 18 agosto 2006    | Spacewatch          |
| 758511 | 2006 UW28                | 4 ottobre 2006    | Mount Lemmon Survey |
| 758512 | 2006 UP30                | 16 ottobre 2006   | Spacewatch          |
| 758513 | 2006 US40                | 16 ottobre 2006   | Spacewatch          |
| 758514 | 2006 UP41                | 27 settembre 2006 | Mount Lemmon Survey |
| 758515 | 2006 UA46                | 16 ottobre 2006   | Spacewatch          |
| 758516 | 2006 US75                | 27 settembre 2006 | Spacewatch          |
| 758517 | 2006 UA76                | 2 ottobre 2006    | Spacewatch          |
| 758518 | 2006 UO94                | 30 settembre 2006 | Mount Lemmon Survey |
| 758519 | 2006 UK97                | 2 ottobre 2006    | Mount Lemmon Survey |
| 758520 | 2006 UN101               | 2 ottobre 2006    | Mount Lemmon Survey |
| 758521 | 2006 UW110               | 19 ottobre 2006   | Spacewatch          |
| 758522 | 2006 UR112               | 19 ottobre 2006   | Spacewatch          |
| 758523 | 2006 UL115               | 1 ottobre 2006    | Spacewatch          |
| 758524 | 2006 UK116               | 24 settembre 2006 | Spacewatch          |
| 758525 | 2006 UJ129               | 19 ottobre 2006   | Spacewatch          |
| 758526 | 2006 UK132               | 26 settembre 2006 | Spacewatch          |
| 758527 | 2006 UY132               | 30 settembre 2006 | Mount Lemmon Survey |
| 758528 | 2006 UE138               | 4 ottobre 2006    | Mount Lemmon Survey |
| 758529 | 2006 UF139               | 4 ottobre 2006    | Mount Lemmon Survey |
| 758530 | 2006 US147               | 21 agosto 2006    | Spacewatch          |
| 758531 | 2006 UU151               | 20 ottobre 2006   | Mount Lemmon Survey |
| 758532 | 2006 US154               | 4 ottobre 2006    | Mount Lemmon Survey |
| 758533 | 2006 UF157               | 2 ottobre 2006    | Mount Lemmon Survey |
| 758534 | 2006 UK162               | 21 ottobre 2006   | Mount Lemmon Survey |
| 758535 | 2006 UT164               | 21 ottobre 2006   | Mount Lemmon Survey |
| 758536 | 2006 UH168               | 21 ottobre 2006   | Mount Lemmon Survey |
| 758537 | 2006 UH169               | 3 ottobre 2006    | Mount Lemmon Survey |
| 758538 | 2006 UL171               | 21 ottobre 2006   | Mount Lemmon Survey |
| 758539 | 2006 UB173               | 2 ottobre 2006    | Mount Lemmon Survey |
| 758540 | 2006 UH195               | 20 ottobre 2006   | Spacewatch          |
| 758541 | 2006 UY199               | 14 settembre 2006 | Spacewatch          |
| 758542 | 2006 UE202               | 30 settembre 2006 | Mount Lemmon Survey |
| 758543 | 2006 UB222               | 22 settembre 2006 | LONEOS              |
| 758544 | 2006 UJ227               | 2 ottobre 2006    | Mount Lemmon Survey |
| 758545 | 2006 UK244               | 27 ottobre 2006   | Mount Lemmon Survey |
| 758546 | 2006 UO248               | 27 ottobre 2006   | Mount Lemmon Survey |
| 758547 | 2006 UK264               | 25 settembre 2006 | Spacewatch          |
| 758548 | 2006 UZ267               | 27 ottobre 2006   | Mount Lemmon Survey |
| 758549 | 2006 UZ274               | 3 ottobre 2006    | Spacewatch          |
| 758550 | 2006 UR276               | 4 ottobre 2006    | Mount Lemmon Survey |
| 758551 | 2006 UW277               | 27 settembre 2006 | Mount Lemmon Survey |
| 758552 | 2006 UU278               | 19 ottobre 2006   | Spacewatch          |
| 758553 | 2006 UN289               | 21 ottobre 2006   | Spacewatch          |
| 758554 | 2006 UJ293               | 19 ottobre 2006   | DES                 |
| 758555 | 2006 UD294               | 19 ottobre 2006   | DES                 |
| 758556 | 2006 UL294               | 19 ottobre 2006   | DES                 |
| 758557 | 2006 UV307               | 26 settembre 2006 | Mount Lemmon Survey |
| 758558 | 2006 UJ322               | 25 settembre 2006 | Spacewatch          |
| 758559 | 2006 UQ323               | 21 ottobre 2006   | Mount Lemmon Survey |
| 758560 | 2006 UB331               | 16 ottobre 2006   | SDSS Collaboration  |
| 758561 | 2006 US338               | 27 ottobre 2006   | Mount Lemmon Survey |
| 758562 | 2006 UL339               | 30 settembre 2006 | Mount Lemmon Survey |
| 758563 | 2006 UQ355               | 21 ottobre 2006   | Spacewatch          |
| 758564 | 2006 UU364               | 22 ottobre 2006   | Mount Lemmon Survey |
| 758565 | 2006 UC365               | 23 ottobre 2006   | Mount Lemmon Survey |
| 758566 | 2006 UL365               | 27 ottobre 2006   | Mount Lemmon Survey |
| 758567 | 2006 US365               | 31 ottobre 2006   | Mount Lemmon Survey |
| 758568 | 2006 UF368               | 12 giugno 2013    | Pan-STARRS          |
| 758569 | 2006 UT368               | 2 ottobre 2006    | Spacewatch          |
| 758570 | 2006 UT369               | 21 ottobre 2006   | Mount Lemmon Survey |
| 758571 | 2006 UU370               | 14 febbraio 2013  | Spacewatch          |
| 758572 | 2006 UA373               | 15 aprile 2012    | Pan-STARRS          |
| 758573 | 2006 UB373               | 27 ottobre 2006   | CSS                 |
| 758574 | 2006 UD373               | 12 aprile 2018    | Pan-STARRS          |
| 758575 | 2006 UP373               | 27 marzo 2017     | Pan-STARRS          |
| 758576 | 2006 UY373               | 31 ottobre 2006   | Mount Lemmon Survey |
| 758577 | 2006 UQ374               | 16 ottobre 2006   | Spacewatch          |
| 758578 | 2006 UU374               | 22 ottobre 2006   | Spacewatch          |
| 758579 | 2006 UF375               | 21 ottobre 2006   | Mount Lemmon Survey |
| 758580 | 2006 UG375               | 23 settembre 2006 | Spacewatch          |
| 758581 | 2006 UN376               | 13 ottobre 2006   | Spacewatch          |
| 758582 | 2006 UU376               | 9 settembre 2013  | Pan-STARRS          |
| 758583 | 2006 UH377               | 21 ottobre 2006   | Spacewatch          |
| 758584 | 2006 US377               | 3 novembre 2015   | Mount Lemmon Survey |
| 758585 | 2006 UX377               | 11 gennaio 2008   | Spacewatch          |
| 758586 | 2006 UB378               | 5 dicembre 2010   | Mount Lemmon Survey |
| 758587 | 2006 UC378               | 19 ottobre 2006   | Spacewatch          |
| 758588 | 2006 UO378               | 11 gennaio 2008   | Mount Lemmon Survey |
| 758589 | 2006 UE379               | 21 ottobre 2006   | Mount Lemmon Survey |
| 758590 | 2006 UC380               | 23 ottobre 2006   | Spacewatch          |
| 758591 | 2006 UT381               | 21 ottobre 2006   | Spacewatch          |
| 758592 | 2006 UA382               | 17 ottobre 2006   | Spacewatch          |
| 758593 | 2006 UW382               | 21 ottobre 2006   | Mount Lemmon Survey |
| 758594 | 2006 UZ383               | 16 ottobre 2006   | Spacewatch          |
| 758595 | 2006 UU384               | 29 ottobre 2006   | Spacewatch          |
| 758596 | 2006 UU390               | 28 ottobre 2006   | Mount Lemmon Survey |
| 758597 | 2006 UD393               | 19 ottobre 2006   | Spacewatch          |
| 758598 | 2006 UX393               | 19 ottobre 2006   | Spacewatch          |
| 758599 | 2006 UB394               | 20 ottobre 2006   | Spacewatch          |
| 758600 | 2006 US394               | 27 ottobre 2006   | Mount Lemmon Survey |

## 758601–758700
| Nome   | Designazione provvisoria | Data di scoperta  | Scopritore          |
| ------ | ------------------------ | ----------------- | ------------------- |
| 758601 | 2006 VG15                | 19 ottobre 2006   | Spacewatch          |
| 758602 | 2006 VP18                | 9 novembre 2006   | Spacewatch          |
| 758603 | 2006 VG21                | 10 novembre 2006  | Spacewatch          |
| 758604 | 2006 VK22                | 19 ottobre 2006   | Mount Lemmon Survey |
| 758605 | 2006 VO23                | 10 novembre 2006  | Spacewatch          |
| 758606 | 2006 VC30                | 28 settembre 2006 | Mount Lemmon Survey |
| 758607 | 2006 VG32                | 1 novembre 2006   | Mount Lemmon Survey |
| 758608 | 2006 VM33                | 11 novembre 2006  | Mount Lemmon Survey |
| 758609 | 2006 VS37                | 11 novembre 2006  | CSS                 |
| 758610 | 2006 VU38                | 20 ottobre 2006   | Spacewatch          |
| 758611 | 2006 VL41                | 28 settembre 2006 | Mount Lemmon Survey |
| 758612 | 2006 VY42                | 13 novembre 2006  | Spacewatch          |
| 758613 | 2006 VE47                | 21 ottobre 2006   | Spacewatch          |
| 758614 | 2006 VR57                | 2 ottobre 2006    | Mount Lemmon Survey |
| 758615 | 2006 VM71                | 11 novembre 2006  | Mount Lemmon Survey |
| 758616 | 2006 VE76                | 1 novembre 2006   | Spacewatch          |
| 758617 | 2006 VN82                | 13 novembre 2006  | Spacewatch          |
| 758618 | 2006 VR85                | 17 ottobre 2006   | Mount Lemmon Survey |
| 758619 | 2006 VZ85                | 20 ottobre 2006   | Spacewatch          |
| 758620 | 2006 VO88                | 18 settembre 2001 | Spacewatch          |
| 758621 | 2006 VK97                | 11 novembre 2006  | Spacewatch          |
| 758622 | 2006 VG98                | 21 ottobre 2006   | Mount Lemmon Survey |
| 758623 | 2006 VP114               | 14 novembre 2006  | Mount Lemmon Survey |
| 758624 | 2006 VN120               | 14 novembre 2006  | Spacewatch          |
| 758625 | 2006 VP121               | 21 ottobre 2006   | Spacewatch          |
| 758626 | 2006 VJ126               | 26 settembre 2006 | Mount Lemmon Survey |
| 758627 | 2006 VZ129               | 19 ottobre 2006   | Mount Lemmon Survey |
| 758628 | 2006 VO135               | 15 novembre 2006  | Spacewatch          |
| 758629 | 2006 VM136               | 15 novembre 2006  | Spacewatch          |
| 758630 | 2006 VO139               | 21 ottobre 2006   | Mount Lemmon Survey |
| 758631 | 2006 VU139               | 15 novembre 2006  | Spacewatch          |
| 758632 | 2006 VE142               | 14 novembre 2006  | Spacewatch          |
| 758633 | 2006 VJ175               | 2 novembre 2006   | Mount Lemmon Survey |
| 758634 | 2006 VO178               | 23 aprile 2015    | Pan-STARRS          |
| 758635 | 2006 VV178               | 15 gennaio 2015   | Pan-STARRS          |
| 758636 | 2006 VB179               | 31 ottobre 2006   | Spacewatch          |
| 758637 | 2006 VQ180               | 1 ottobre 2011    | Mount Lemmon Survey |
| 758638 | 2006 VY180               | 26 settembre 2006 | Mount Lemmon Survey |
| 758639 | 2006 VA181               | 23 maggio 2014    | Pan-STARRS          |
| 758640 | 2006 VG181               | 1 gennaio 2014    | Spacewatch          |
| 758641 | 2006 VV181               | 12 settembre 2010 | Mount Lemmon Survey |
| 758642 | 2006 VY181               | 14 novembre 2006  | Spacewatch          |
| 758643 | 2006 VE182               | 1 novembre 2006   | Mount Lemmon Survey |
| 758644 | 2006 VY182               | 12 novembre 2006  | Mount Lemmon Survey |
| 758645 | 2006 WN6                 | 16 novembre 2006  | Spacewatch          |
| 758646 | 2006 WS15                | 17 novembre 2006  | Spacewatch          |
| 758647 | 2006 WZ37                | 16 novembre 2006  | Spacewatch          |
| 758648 | 2006 WE40                | 16 novembre 2006  | Spacewatch          |
| 758649 | 2006 WQ40                | 16 novembre 2006  | Spacewatch          |
| 758650 | 2006 WQ46                | 16 novembre 2006  | Spacewatch          |
| 758651 | 2006 WH50                | 16 novembre 2006  | Mount Lemmon Survey |
| 758652 | 2006 WH62                | 17 novembre 2006  | Mount Lemmon Survey |
| 758653 | 2006 WL69                | 17 novembre 2006  | Mount Lemmon Survey |
| 758654 | 2006 WQ71                | 23 ottobre 2006   | Spacewatch          |
| 758655 | 2006 WH75                | 27 ottobre 2006   | Mount Lemmon Survey |
| 758656 | 2006 WP77                | 18 novembre 2006  | Spacewatch          |
| 758657 | 2006 WN84                | 18 novembre 2006  | Mount Lemmon Survey |
| 758658 | 2006 WY96                | 19 novembre 2006  | Spacewatch          |
| 758659 | 2006 WC98                | 11 novembre 2006  | Spacewatch          |
| 758660 | 2006 WS104               | 19 novembre 2006  | Spacewatch          |
| 758661 | 2006 WW106               | 1 novembre 2006   | CSS                 |
| 758662 | 2006 WR116               | 20 novembre 2006  | Mount Lemmon Survey |
| 758663 | 2006 WS116               | 20 novembre 2006  | Mount Lemmon Survey |
| 758664 | 2006 WV134               | 18 novembre 2006  | Mount Lemmon Survey |
| 758665 | 2006 WX134               | 30 settembre 2006 | Mount Lemmon Survey |
| 758666 | 2006 WB158               | 22 novembre 2006  | Spacewatch          |
| 758667 | 2006 WR159               | 22 novembre 2006  | Spacewatch          |
| 758668 | 2006 WH165               | 23 novembre 2006  | Spacewatch          |
| 758669 | 2006 WR174               | 23 novembre 2006  | Spacewatch          |
| 758670 | 2006 WC177               | 3 ottobre 2006    | Mount Lemmon Survey |
| 758671 | 2006 WY179               | 24 novembre 2006  | Mount Lemmon Survey |
| 758672 | 2006 WJ197               | 31 ottobre 2006   | Mount Lemmon Survey |
| 758673 | 2006 WP200               | 22 novembre 2006  | Spacewatch          |
| 758674 | 2006 WY202               | 16 novembre 2006  | Spacewatch          |
| 758675 | 2006 WY213               | 15 settembre 2013 | Pan-STARRS          |
| 758676 | 2006 WO214               | 16 novembre 2006  | Spacewatch          |
| 758677 | 2006 WP214               | 17 settembre 2010 | Mount Lemmon Survey |
| 758678 | 2006 WT214               | 20 novembre 2006  | Spacewatch          |
| 758679 | 2006 WD215               | 1 marzo 2011      | Mount Lemmon Survey |
| 758680 | 2006 WP218               | 13 novembre 2006  | Spacewatch          |
| 758681 | 2006 WV218               | 16 novembre 2006  | Mount Lemmon Survey |
| 758682 | 2006 WD219               | 4 settembre 2010  | Mount Lemmon Survey |
| 758683 | 2006 WE219               | 15 aprile 2013    | Pan-STARRS          |
| 758684 | 2006 WG219               | 15 ottobre 2015   | Pan-STARRS          |
| 758685 | 2006 WV219               | 1 luglio 2014     | Pan-STARRS          |
| 758686 | 2006 WT220               | 17 marzo 2018     | Pan-STARRS          |
| 758687 | 2006 WR221               | 6 gennaio 2013    | Spacewatch          |
| 758688 | 2006 WU221               | 26 settembre 2017 | Mount Lemmon Survey |
| 758689 | 2006 WY221               | 23 settembre 2015 | Pan-STARRS          |
| 758690 | 2006 WU222               | 20 novembre 2006  | Spacewatch          |
| 758691 | 2006 WS223               | 13 agosto 2010    | Spacewatch          |
| 758692 | 2006 WV223               | 25 novembre 2006  | Spacewatch          |
| 758693 | 2006 WD224               | 27 dicembre 2011  | Mount Lemmon Survey |
| 758694 | 2006 WE224               | 17 novembre 2006  | Spacewatch          |
| 758695 | 2006 WJ224               | 25 maggio 2014    | Pan-STARRS          |
| 758696 | 2006 WD225               | 3 ottobre 2015    | Mount Lemmon Survey |
| 758697 | 2006 WQ226               | 19 settembre 2010 | Spacewatch          |
| 758698 | 2006 WR226               | 23 novembre 2006  | Spacewatch          |
| 758699 | 2006 WT226               | 9 agosto 2005     | Cerro Tololo Obs.   |
| 758700 | 2006 WX227               | 30 settembre 2010 | Mount Lemmon Survey |

## 758701–758800
| Nome   | Designazione provvisoria | Data di scoperta | Scopritore                |
| ------ | ------------------------ | ---------------- | ------------------------- |
| 758701 | 2006 WG228               | 18 novembre 2006 | Spacewatch                |
| 758702 | 2006 WJ228               | 29 giugno 2014   | Mount Lemmon Survey       |
| 758703 | 2006 WY228               | 2 gennaio 2012   | Spacewatch                |
| 758704 | 2006 WQ229               | 17 novembre 2006 | Spacewatch                |
| 758705 | 2006 WE230               | 17 novembre 2006 | Mount Lemmon Survey       |
| 758706 | 2006 WQ230               | 27 novembre 2006 | Spacewatch                |
| 758707 | 2006 WP231               | 20 novembre 2006 | Spacewatch                |
| 758708 | 2006 WY231               | 22 novembre 2006 | Spacewatch                |
| 758709 | 2006 WJ232               | 17 novembre 2006 | Spacewatch                |
| 758710 | 2006 WY232               | 17 novembre 2006 | Mount Lemmon Survey       |
| 758711 | 2006 WT233               | 21 novembre 2006 | Mount Lemmon Survey       |
| 758712 | 2006 WR235               | 17 novembre 2006 | Mount Lemmon Survey       |
| 758713 | 2006 XS12                | 26 novembre 2006 | Spacewatch                |
| 758714 | 2006 XO37                | 17 novembre 2006 | Mount Lemmon Survey       |
| 758715 | 2006 XU40                | 12 dicembre 2006 | Spacewatch                |
| 758716 | 2006 XY40                | 28 gennaio 2017  | Pan-STARRS                |
| 758717 | 2006 XH44                | 13 dicembre 2006 | Spacewatch                |
| 758718 | 2006 XD46                | 13 dicembre 2006 | Mount Lemmon Survey       |
| 758719 | 2006 XD63                | 16 novembre 2006 | Spacewatch                |
| 758720 | 2006 XE70                | 13 dicembre 2006 | Mount Lemmon Survey       |
| 758721 | 2006 XU74                | 28 dicembre 2017 | Mount Lemmon Survey       |
| 758722 | 2006 XK76                | 11 novembre 2013 | Spacewatch                |
| 758723 | 2006 XP76                | 13 dicembre 2006 | Mount Lemmon Survey       |
| 758724 | 2006 XS77                | 25 dicembre 2017 | Mount Lemmon Survey       |
| 758725 | 2006 XS78                | 13 luglio 2016   | Pan-STARRS                |
| 758726 | 2006 XB79                | 6 marzo 2008     | Mount Lemmon Survey       |
| 758727 | 2006 XS81                | 13 dicembre 2006 | Mount Lemmon Survey       |
| 758728 | 2006 YV12                | 20 novembre 2006 | Spacewatch                |
| 758729 | 2006 YN20                | 23 ottobre 2006  | Mount Lemmon Survey       |
| 758730 | 2006 YT22                | 21 dicembre 2006 | Spacewatch                |
| 758731 | 2006 YM25                | 21 dicembre 2006 | Spacewatch                |
| 758732 | 2006 YW29                | 21 dicembre 2006 | Spacewatch                |
| 758733 | 2006 YC46                | 21 dicembre 2006 | Mount Lemmon Survey       |
| 758734 | 2006 YJ54                | 21 dicembre 2006 | L. H. Wasserman           |
| 758735 | 2006 YP56                | 27 dicembre 2006 | Mount Lemmon Survey       |
| 758736 | 2006 YT58                | 20 novembre 2006 | Mount Lemmon Survey       |
| 758737 | 2006 YQ60                | 28 febbraio 2012 | Pan-STARRS                |
| 758738 | 2006 YJ61                | 24 dicembre 2006 | Mount Lemmon Survey       |
| 758739 | 2006 YT62                | 6 giugno 2018    | Pan-STARRS                |
| 758740 | 2006 YU62                | 12 ottobre 2010  | Mount Lemmon Survey       |
| 758741 | 2006 YB63                | 24 giugno 2017   | Pan-STARRS                |
| 758742 | 2006 YG63                | 26 dicembre 2006 | Spacewatch                |
| 758743 | 2006 YG64                | 2 maggio 2014    | CTIO-DECam                |
| 758744 | 2006 YA67                | 24 dicembre 2006 | Spacewatch                |
| 758745 | 2006 YH67                | 27 dicembre 2006 | Mount Lemmon Survey       |
| 758746 | 2006 YX67                | 16 dicembre 2006 | Spacewatch                |
| 758747 | 2006 YX69                | 27 dicembre 2006 | Mount Lemmon Survey       |
| 758748 | 2007 AT4                 | 15 dicembre 2006 | Spacewatch                |
| 758749 | 2007 AT20                | 10 gennaio 2007  | Spacewatch                |
| 758750 | 2007 AD24                | 10 gennaio 2007  | Mount Lemmon Survey       |
| 758751 | 2007 AF30                | 10 gennaio 2007  | Mount Lemmon Survey       |
| 758752 | 2007 AO33                | 7 novembre 2015  | Mount Lemmon Survey       |
| 758753 | 2007 AA34                | 3 aprile 2011    | Pan-STARRS                |
| 758754 | 2007 AD35                | 26 ottobre 2013  | Spacewatch                |
| 758755 | 2007 AY36                | 10 gennaio 2007  | Spacewatch                |
| 758756 | 2007 AC37                | 4 aprile 2017    | Pan-STARRS                |
| 758757 | 2007 AJ37                | 10 gennaio 2007  | Mount Lemmon Survey       |
| 758758 | 2007 BA28                | 24 gennaio 2007  | Mount Lemmon Survey       |
| 758759 | 2007 BK45                | 25 gennaio 2007  | Spacewatch                |
| 758760 | 2007 BR46                | 26 gennaio 2007  | Spacewatch                |
| 758761 | 2007 BF49                | 27 gennaio 2007  | Mount Lemmon Survey       |
| 758762 | 2007 BH51                | 24 gennaio 2007  | Spacewatch                |
| 758763 | 2007 BD52                | 24 gennaio 2007  | Spacewatch                |
| 758764 | 2007 BV53                | 24 gennaio 2007  | Spacewatch                |
| 758765 | 2007 BY54                | 24 gennaio 2007  | Mount Lemmon Survey       |
| 758766 | 2007 BY59                | 15 gennaio 2007  | CSS                       |
| 758767 | 2007 BR63                | 27 gennaio 2007  | Mount Lemmon Survey       |
| 758768 | 2007 BT94                | 27 gennaio 2007  | Spacewatch                |
| 758769 | 2007 BS95                | 27 gennaio 2007  | Spacewatch                |
| 758770 | 2007 BE97                | 19 gennaio 2007  | Osservatorio di Mauna Kea |
| 758771 | 2007 BZ98                | 19 gennaio 2007  | Mauna Kea Obs.            |
| 758772 | 2007 BA99                | 19 gennaio 2007  | Mauna Kea Obs.            |
| 758773 | 2007 BG106               | 17 gennaio 2007  | Spacewatch                |
| 758774 | 2007 BV106               | 27 gennaio 2007  | Spacewatch                |
| 758775 | 2007 BB108               | 14 marzo 2011    | Mount Lemmon Survey       |
| 758776 | 2007 BO110               | 3 agosto 2014    | Pan-STARRS                |
| 758777 | 2007 BQ110               | 29 maggio 2017   | Pan-STARRS                |
| 758778 | 2007 BR110               | 28 gennaio 2007  | Spacewatch                |
| 758779 | 2007 BU110               | 25 dicembre 2006 | Spacewatch                |
| 758780 | 2007 BY110               | 27 novembre 2013 | Pan-STARRS                |
| 758781 | 2007 BG111               | 24 gennaio 2007  | Mount Lemmon Survey       |
| 758782 | 2007 BD112               | 7 gennaio 2016   | Pan-STARRS                |
| 758783 | 2007 BE112               | 2 aprile 2011    | Spacewatch                |
| 758784 | 2007 BQ112               | 13 aprile 2011   | Spacewatch                |
| 758785 | 2007 BT112               | 18 dicembre 2015 | Mount Lemmon Survey       |
| 758786 | 2007 BC113               | 26 ottobre 2013  | Spacewatch                |
| 758787 | 2007 BY113               | 25 marzo 2017    | Mount Lemmon Survey       |
| 758788 | 2007 BM114               | 17 gennaio 2007  | Spacewatch                |
| 758789 | 2007 BP117               | 17 gennaio 2007  | Spacewatch                |
| 758790 | 2007 BF118               | 26 dicembre 2006 | CSS                       |
| 758791 | 2007 BR118               | 17 gennaio 2007  | Spacewatch                |
| 758792 | 2007 BY119               | 28 gennaio 2007  | Mount Lemmon Survey       |
| 758793 | 2007 BZ119               | 24 gennaio 2007  | Mount Lemmon Survey       |
| 758794 | 2007 BH122               | 28 agosto 2014   | Pan-STARRS                |
| 758795 | 2007 CJ2                 | 6 febbraio 2007  | Mount Lemmon Survey       |
| 758796 | 2007 CX9                 | 21 dicembre 2006 | Mount Lemmon Survey       |
| 758797 | 2007 CK11                | 17 gennaio 2007  | Spacewatch                |
| 758798 | 2007 CY29                | 21 dicembre 2006 | L. H. Wasserman           |
| 758799 | 2007 CM31                | 6 febbraio 2007  | Mount Lemmon Survey       |
| 758800 | 2007 CK32                | 10 gennaio 2007  | Mount Lemmon Survey       |

## 758801–758900
| Nome   | Designazione provvisoria | Data di scoperta  | Scopritore                |
| ------ | ------------------------ | ----------------- | ------------------------- |
| 758801 | 2007 CV32                | 27 gennaio 2007   | Mount Lemmon Survey       |
| 758802 | 2007 CP39                | 6 febbraio 2007   | Mount Lemmon Survey       |
| 758803 | 2007 CW49                | 10 febbraio 2007  | Mount Lemmon Survey       |
| 758804 | 2007 CC72                | 14 febbraio 2007  | Osservatorio di Mauna Kea |
| 758805 | 2007 CS80                | 10 febbraio 2007  | Mount Lemmon Survey       |
| 758806 | 2007 CL81                | 6 settembre 2016  | Mount Lemmon Survey       |
| 758807 | 2007 CU81                | 19 settembre 2011 | Pan-STARRS                |
| 758808 | 2007 CA83                | 25 settembre 2016 | Pan-STARRS                |
| 758809 | 2007 CL83                | 25 ottobre 2013   | Spacewatch                |
| 758810 | 2007 CN83                | 8 febbraio 2007   | Spacewatch                |
| 758811 | 2007 CG84                | 10 febbraio 2007  | Mount Lemmon Survey       |
| 758812 | 2007 CE85                | 8 febbraio 2007   | Mount Lemmon Survey       |
| 758813 | 2007 CG87                | 8 febbraio 2007   | Spacewatch                |
| 758814 | 2007 DV5                 | 27 gennaio 2007   | Spacewatch                |
| 758815 | 2007 DN15                | 17 febbraio 2007  | Spacewatch                |
| 758816 | 2007 DO26                | 29 gennaio 2003   | SDSS Collaboration        |
| 758817 | 2007 DA32                | 17 febbraio 2007  | Spacewatch                |
| 758818 | 2007 DF40                | 28 gennaio 2007   | Mount Lemmon Survey       |
| 758819 | 2007 DZ51                | 17 febbraio 2007  | Mount Lemmon Survey       |
| 758820 | 2007 DC61                | 19 febbraio 2007  | Lombardi, G., E. Pettarin |
| 758821 | 2007 DE62                | 16 febbraio 2007  | CSS                       |
| 758822 | 2007 DL66                | 21 febbraio 2007  | Spacewatch                |
| 758823 | 2007 DP71                | 21 febbraio 2007  | Spacewatch                |
| 758824 | 2007 DF73                | 21 febbraio 2007  | Spacewatch                |
| 758825 | 2007 DX75                | 21 febbraio 2007  | Mount Lemmon Survey       |
| 758826 | 2007 DF87                | 23 febbraio 2007  | Spacewatch                |
| 758827 | 2007 DX99                | 29 settembre 2005 | Mount Lemmon Survey       |
| 758828 | 2007 DR100               | 25 febbraio 2007  | Spacewatch                |
| 758829 | 2007 DL103               | 25 febbraio 2007  | Spacewatch                |
| 758830 | 2007 DE107               | 21 febbraio 2007  | Mount Lemmon Survey       |
| 758831 | 2007 DP110               | 19 febbraio 2007  | Mount Lemmon Survey       |
| 758832 | 2007 DG111               | 23 febbraio 2007  | Spacewatch                |
| 758833 | 2007 DM117               | 25 febbraio 2007  | Mount Lemmon Survey       |
| 758834 | 2007 DL119               | 23 febbraio 2007  | Mount Lemmon Survey       |
| 758835 | 2007 DF121               | 26 febbraio 2007  | Mount Lemmon Survey       |
| 758836 | 2007 DR121               | 21 febbraio 2007  | Spacewatch                |
| 758837 | 2007 DS121               | 28 agosto 2016    | Mount Lemmon Survey       |
| 758838 | 2007 DL123               | 21 febbraio 2007  | Mount Lemmon Survey       |
| 758839 | 2007 DS123               | 21 febbraio 2007  | Mount Lemmon Survey       |
| 758840 | 2007 DY123               | 3 aprile 2011     | Pan-STARRS                |
| 758841 | 2007 DH124               | 25 marzo 2011     | Spacewatch                |
| 758842 | 2007 DM124               | 21 febbraio 2007  | Mount Lemmon Survey       |
| 758843 | 2007 DF125               | 17 settembre 2014 | Pan-STARRS                |
| 758844 | 2007 DK125               | 3 febbraio 2016   | Pan-STARRS                |
| 758845 | 2007 DM125               | 14 settembre 2014 | Spacewatch                |
| 758846 | 2007 DE126               | 18 ottobre 2009   | Mount Lemmon Survey       |
| 758847 | 2007 DS126               | 17 febbraio 2007  | Spacewatch                |
| 758848 | 2007 DS127               | 21 febbraio 2007  | Spacewatch                |
| 758849 | 2007 DQ128               | 26 febbraio 2007  | Mount Lemmon Survey       |
| 758850 | 2007 DC129               | 21 febbraio 2007  | Mount Lemmon Survey       |
| 758851 | 2007 DK129               | 23 febbraio 2007  | Spacewatch                |
| 758852 | 2007 DS130               | 23 febbraio 2007  | Spacewatch                |
| 758853 | 2007 DC131               | 26 gennaio 2007   | Spacewatch                |
| 758854 | 2007 DE132               | 27 febbraio 2007  | Spacewatch                |
| 758855 | 2007 DU132               | 25 febbraio 2007  | Spacewatch                |
| 758856 | 2007 DB134               | 21 febbraio 2007  | Spacewatch                |
| 758857 | 2007 EC4                 | 27 febbraio 2007  | Spacewatch                |
| 758858 | 2007 ED6                 | 16 febbraio 2007  | Mount Lemmon Survey       |
| 758859 | 2007 ER25                | 10 marzo 2007     | Mount Lemmon Survey       |
| 758860 | 2007 EA38                | 11 marzo 2007     | Mount Lemmon Survey       |
| 758861 | 2007 EL59                | 21 febbraio 2007  | Mount Lemmon Survey       |
| 758862 | 2007 EC61                | 10 marzo 2007     | Spacewatch                |
| 758863 | 2007 EZ61                | 10 marzo 2007     | Mount Lemmon Survey       |
| 758864 | 2007 EY63                | 6 febbraio 2007   | Mount Lemmon Survey       |
| 758865 | 2007 EH73                | 25 febbraio 2007  | Spacewatch                |
| 758866 | 2007 EQ107               | 11 marzo 2007     | Spacewatch                |
| 758867 | 2007 EW124               | 14 marzo 2007     | Spacewatch                |
| 758868 | 2007 EQ132               | 9 marzo 2007      | Mount Lemmon Survey       |
| 758869 | 2007 ET135               | 10 marzo 2007     | Mount Lemmon Survey       |
| 758870 | 2007 EG140               | 23 febbraio 2007  | Mount Lemmon Survey       |
| 758871 | 2007 ER157               | 27 gennaio 2007   | Mount Lemmon Survey       |
| 758872 | 2007 EE193               | 25 febbraio 2007  | Mount Lemmon Survey       |
| 758873 | 2007 ET194               | 15 marzo 2007     | Spacewatch                |
| 758874 | 2007 EK218               | 10 marzo 2007     | Mount Lemmon Survey       |
| 758875 | 2007 EX223               | 13 marzo 2007     | Mount Lemmon Survey       |
| 758876 | 2007 EY226               | 11 marzo 2007     | Mount Lemmon Survey       |
| 758877 | 2007 EJ229               | 2 marzo 2011      | Mount Lemmon Survey       |
| 758878 | 2007 ES229               | 28 marzo 2012     | Mount Lemmon Survey       |
| 758879 | 2007 EU229               | 21 maggio 2011    | Spacewatch                |
| 758880 | 2007 EB230               | 1 luglio 2008     | Spacewatch                |
| 758881 | 2007 EH230               | 14 marzo 2007     | Spacewatch                |
| 758882 | 2007 EA231               | 15 marzo 2007     | Spacewatch                |
| 758883 | 2007 EK232               | 27 agosto 2014    | Pan-STARRS                |
| 758884 | 2007 EM233               | 3 ottobre 2013    | Pan-STARRS                |
| 758885 | 2007 EZ233               | 11 giugno 2015    | Pan-STARRS                |
| 758886 | 2007 EA235               | 13 marzo 2007     | Spacewatch                |
| 758887 | 2007 ED242               | 15 marzo 2007     | Mount Lemmon Survey       |
| 758888 | 2007 EG243               | 13 marzo 2007     | Spacewatch                |
| 758889 | 2007 FV                  | 16 marzo 2007     | Spacewatch                |
| 758890 | 2007 FV6                 | 16 marzo 2007     | Mount Lemmon Survey       |
| 758891 | 2007 FP19                | 20 marzo 2007     | Mount Lemmon Survey       |
| 758892 | 2007 FU51                | 23 gennaio 2006   | Mount Lemmon Survey       |
| 758893 | 2007 FV53                | 23 agosto 2011    | Pan-STARRS                |
| 758894 | 2007 FJ55                | 26 marzo 2007     | Spacewatch                |
| 758895 | 2007 FY56                | 16 marzo 2007     | Mount Lemmon Survey       |
| 758896 | 2007 FH57                | 26 marzo 2007     | Mount Lemmon Survey       |
| 758897 | 2007 FT59                | 26 marzo 2007     | Mount Lemmon Survey       |
| 758898 | 2007 FQ60                | 19 marzo 2007     | Mount Lemmon Survey       |
| 758899 | 2007 FS60                | 26 marzo 2007     | Mount Lemmon Survey       |
| 758900 | 2007 FU61                | 16 marzo 2007     | Mount Lemmon Survey       |

## 758901–759000
| Nome   | Designazione provvisoria | Data di scoperta  | Scopritore                   |
| ------ | ------------------------ | ----------------- | ---------------------------- |
| 758901 | 2007 FJ62                | 16 marzo 2007     | Spacewatch                   |
| 758902 | 2007 FS62                | 25 marzo 2007     | Mount Lemmon Survey          |
| 758903 | 2007 GH37                | 13 marzo 2007     | Mount Lemmon Survey          |
| 758904 | 2007 GC39                | 11 marzo 2007     | Mount Lemmon Survey          |
| 758905 | 2007 GL44                | 14 aprile 2007    | Mount Lemmon Survey          |
| 758906 | 2007 GZ54                | 15 aprile 2007    | Spacewatch                   |
| 758907 | 2007 GO80                | 23 febbraio 2012  | Mount Lemmon Survey          |
| 758908 | 2007 GB82                | 15 aprile 2007    | Spacewatch                   |
| 758909 | 2007 HY51                | 20 aprile 2007    | Spacewatch                   |
| 758910 | 2007 HC61                | 20 aprile 2007    | Spacewatch                   |
| 758911 | 2007 HA81                | 18 aprile 2007    | Osservatorio Jarnac          |
| 758912 | 2007 HX83                | 25 aprile 2007    | Spacewatch                   |
| 758913 | 2007 HZ99                | 19 aprile 2007    | Mount Lemmon Survey          |
| 758914 | 2007 HF102               | 31 agosto 2014    | Pan-STARRS                   |
| 758915 | 2007 HG102               | 25 ottobre 2013   | Spacewatch                   |
| 758916 | 2007 HM102               | 8 ottobre 2015    | Pan-STARRS                   |
| 758917 | 2007 HQ102               | 25 agosto 2014    | Pan-STARRS                   |
| 758918 | 2007 HW103               | 22 aprile 2007    | Spacewatch                   |
| 758919 | 2007 HH105               | 17 aprile 2007    | K. Černis, J. Zdanavičius    |
| 758920 | 2007 HL105               | 4 ottobre 2014    | Spacewatch                   |
| 758921 | 2007 HG106               | 24 maggio 2011    | Pan-STARRS                   |
| 758922 | 2007 HJ106               | 14 gennaio 2011   | Mount Lemmon Survey          |
| 758923 | 2007 HP106               | 20 marzo 2017     | Pan-STARRS                   |
| 758924 | 2007 HR106               | 17 marzo 2018     | Pan-STARRS                   |
| 758925 | 2007 HS108               | 11 marzo 2014     | Mount Lemmon Survey          |
| 758926 | 2007 HR109               | 6 febbraio 2011   | Spacewatch                   |
| 758927 | 2007 HK112               | 23 aprile 2007    | Spacewatch                   |
| 758928 | 2007 HF116               | 26 aprile 2007    | Mount Lemmon Survey          |
| 758929 | 2007 HT116               | 22 aprile 2007    | Mount Lemmon Survey          |
| 758930 | 2007 JG29                | 10 maggio 2007    | Mount Lemmon Survey          |
| 758931 | 2007 JD38                | 7 settembre 2004  | Spacewatch                   |
| 758932 | 2007 JO40                | 12 maggio 2007    | Mount Lemmon Survey          |
| 758933 | 2007 JH44                | 12 maggio 2007    | PMO NEO                      |
| 758934 | 2007 JC48                | 24 aprile 2014    | Pan-STARRS                   |
| 758935 | 2007 JM49                | 11 febbraio 2013  | ESA OGS                      |
| 758936 | 2007 JD51                | 10 febbraio 2016  | Pan-STARRS                   |
| 758937 | 2007 JT52                | 13 maggio 2007    | Spacewatch                   |
| 758938 | 2007 KB10                | 25 febbraio 2012  | Spacewatch                   |
| 758939 | 2007 KJ10                | 12 gennaio 2016   | Pan-STARRS                   |
| 758940 | 2007 LQ2                 | 23 aprile 2007    | Mount Lemmon Survey          |
| 758941 | 2007 LC12                | 9 giugno 2007     | Spacewatch                   |
| 758942 | 2007 LW17                | 24 aprile 2007    | Mount Lemmon Survey          |
| 758943 | 2007 LL28                | 15 giugno 2007    | Spacewatch                   |
| 758944 | 2007 LU30                | 11 giugno 2007    | Osservatorio di Mauna Kea    |
| 758945 | 2007 LA35                | 9 giugno 2007     | Spacewatch                   |
| 758946 | 2007 LK36                | 10 giugno 2007    | Spacewatch                   |
| 758947 | 2007 LV38                | 10 giugno 2007    | Spacewatch                   |
| 758948 | 2007 MH14                | 20 giugno 2007    | Spacewatch                   |
| 758949 | 2007 MX14                | 20 giugno 2007    | Spacewatch                   |
| 758950 | 2007 MQ28                | 20 giugno 2007    | Spacewatch                   |
| 758951 | 2007 MJ29                | 14 maggio 2015    | Pan-STARRS                   |
| 758952 | 2007 MN29                | 9 luglio 2018     | Pan-STARRS                   |
| 758953 | 2007 MU29                | 22 dicembre 2016  | Pan-STARRS                   |
| 758954 | 2007 MD30                | 27 novembre 2014  | Pan-STARRS                   |
| 758955 | 2007 OA                  | 16 luglio 2007    | J. W. Young                  |
| 758956 | 2007 OM8                 | 24 luglio 2007    | Osservatorio di Mauna Kea    |
| 758957 | 2007 OO11                | 18 gennaio 2012   | Mount Lemmon Survey          |
| 758958 | 2007 OX11                | 21 novembre 2008  | Mount Lemmon Survey          |
| 758959 | 2007 OH12                | 18 luglio 2007    | Mount Lemmon Survey          |
| 758960 | 2007 PM3                 | 6 agosto 2007     | LUSS                         |
| 758961 | 2007 PY9                 | 8 agosto 2007     | LINEAR                       |
| 758962 | 2007 PB23                | 11 agosto 2007    | LONEOS                       |
| 758963 | 2007 PL41                | 8 agosto 2007     | Osservatorio di Mauna Kea    |
| 758964 | 2007 PQ49                | 10 agosto 2007    | Spacewatch                   |
| 758965 | 2007 PR51                | 10 agosto 2007    | Spacewatch                   |
| 758966 | 2007 PQ52                | 10 agosto 2007    | Spacewatch                   |
| 758967 | 2007 PZ52                | 4 novembre 2012   | Mount Lemmon Survey          |
| 758968 | 2007 PE53                | 10 agosto 2007    | Spacewatch                   |
| 758969 | 2007 PN54                | 8 agosto 2007     | SSS                          |
| 758970 | 2007 PY54                | 10 agosto 2007    | Spacewatch                   |
| 758971 | 2007 QS14                | 24 agosto 2007    | Spacewatch                   |
| 758972 | 2007 QN18                | 22 agosto 2007    | LONEOS                       |
| 758973 | 2007 QB19                | 23 agosto 2007    | Spacewatch                   |
| 758974 | 2007 QF19                | 24 agosto 2007    | Spacewatch                   |
| 758975 | 2007 QG19                | 23 agosto 2007    | Spacewatch                   |
| 758976 | 2007 QJ19                | 23 agosto 2007    | Spacewatch                   |
| 758977 | 2007 QK19                | 24 agosto 2007    | Spacewatch                   |
| 758978 | 2007 RN2                 | 2 settembre 2007  | Mount Lemmon Survey          |
| 758979 | 2007 RZ12                | 25 maggio 2006    | Osservatorio di Mauna Kea    |
| 758980 | 2007 RK14                | 11 settembre 2007 | CSS                          |
| 758981 | 2007 RP16                | 10 settembre 2007 | Osservatorio del Pic du Midi |
| 758982 | 2007 RO44                | 9 settembre 2007  | Spacewatch                   |
| 758983 | 2007 RE47                | 9 settembre 2007  | Mount Lemmon Survey          |
| 758984 | 2007 RL47                | 9 settembre 2007  | Mount Lemmon Survey          |
| 758985 | 2007 RW50                | 9 settembre 2007  | Spacewatch                   |
| 758986 | 2007 RZ58                | 10 settembre 2007 | CSS                          |
| 758987 | 2007 RL63                | 10 settembre 2007 | Mount Lemmon Survey          |
| 758988 | 2007 RC68                | 10 settembre 2007 | Spacewatch                   |
| 758989 | 2007 RU72                | 23 agosto 2007    | Spacewatch                   |
| 758990 | 2007 RY72                | 10 settembre 2007 | Mount Lemmon Survey          |
| 758991 | 2007 RQ74                | 10 settembre 2007 | Mount Lemmon Survey          |
| 758992 | 2007 RS89                | 10 settembre 2007 | Mount Lemmon Survey          |
| 758993 | 2007 RC90                | 10 settembre 2007 | Mount Lemmon Survey          |
| 758994 | 2007 RL94                | 10 settembre 2007 | Spacewatch                   |
| 758995 | 2007 RS94                | 10 settembre 2007 | Spacewatch                   |
| 758996 | 2007 RZ99                | 11 settembre 2007 | Spacewatch                   |
| 758997 | 2007 RC111               | 11 settembre 2007 | Mount Lemmon Survey          |
| 758998 | 2007 RB115               | 11 settembre 2007 | Spacewatch                   |
| 758999 | 2007 RT121               | 12 settembre 2007 | Mount Lemmon Survey          |
| 759000 | 2007 RN122               | 12 settembre 2007 | Mount Lemmon Survey          |